# (5973) Takimoto
Pour les articles homonymes, voir Takimoto.
(5973) Takimoto est un astéroïde de la ceinture principale, découvert le 17 août 1991 par l'astronome japonais Satoru Ōtomo à Kiyosato. Sa désignation provisoire était 1991 QC.
Il tire son nom de Daisuke Takimoto (1950-1997), partisan de l'abandon progressif de l'énergie nucléaire au Japon.